# Gregg Bissonette
Cet article possède un paronyme, voir Bissonnette.
Gregg Bissonette (né le 9 juin 1959 à Détroit) est un batteur américain. Il collabore sur le multi disque de platine  Eat 'Em and Smile de David Lee Roth avec  Billy Sheehan à la basse et Steve Vai à la guitare
Il a notamment collaboré avec le groupe Toto. Il est un des batteurs attitrés de Joe Satriani. Son frère cadet, le bassiste Matt Bissonette, a également travaillé avec Satriani sur l'album et la tournée de The Extremist.
Il a également assuré des parties Batterie de l'album Supernatural du groupe rock latino Santana.

## Discographie

### Solo
- 1998 : Gregg Bissonnette de Gregg Bissonnette
- 2000 : Submarine de Gregg Bissonnette

### Variés
- 1982 : Live from San Francisco de Maynard Ferguson
- 1983 : Heart Beats de Yarborough and Peoples
- 1985 : The Other Side of the Story de Brandon Fields
- 1986 : Eat 'Em and Smile de David Lee Roth
- 1987 : A Drop of Water de Keiko Matsui
- 1988 : Skyscraper de David Lee Roth
- 1989 : Views of the Future de Pat Kelly
- 1990 : Thunder from Down Under de Frank Gambale
- 1991 : 	A Little Ain't Enough de David Lee Roth
- 1992 : The Extremist de Joe Satriani
- 1992 : Dichotomy de Steve Bailey
- 1992 : L.A. Blues Authority de L.A. Blues Authority
- 1992 : Every Beat of My Heart de Stan Bush
- 1992 : Of Riffs and Symphonies de Lanny Cordolla
- 1993 : Rockadelic de Ann Lewis
- 1993 : 	Robin Zander de Robin Zander
- 1993 : Time Machine de Joe Satriani
- 1993 : Magic & Madness de Circus of Power
- 1993 : Gil Spari Sopra de Vasco Rossi
- 1994 : Brandon Fields de Brandon Fields
- 1994 : The Endless Summer II soundtrack de Gary Hoey
- 1994 : Milos Dodo Dolezal/Guy Mann-Dude de Milos Dodo Dolezal/Guy Mann-Dude
- 1995 : Joe Satriani de Joe Satriani
- 1995 : Inner Galactic Fusion Experience de Richie Kotzen
- 1995 : Field of Souls de Wayne Watson
- 1995 : Christmas Is Jesus de Bryan Duncan
- 1995 : Perspective de Jason Becker
- 1996 : Mustard seeds de Mustard seeds
- 1996 : Enrique Iglesias de Enrique Iglesias
- 1996 : The Gift de Larry Carlton
- 1996 : Fire Garden de Steve Vai
- 1997 : Luke de Steve Lukather
- 1998 : Spot de Matt Bissonnette
- 1999 : Supernatural du groupe Santana
- 1999 : Nice and Warm de Tab Benoit
- 1999 : Slingshot de Carl Verheyen (en)
- 2003 : Santamantal de Steve Lukather
- 2007 : Ringo Starr: Live at Soundstage de Ringo Starr - Batterie
- 2010 : Live at the Greek Theatre 2008 de Ringo Starr - Batterie, chœurs
- 2015 : Postcards from Paradise de Ringo Starr - percussions, trompette, steel drums, chœurs sur 8
- 2017 : Give More Love de Ringo Starr - Percussions sur une chanson
- 2024 : Drama de Marty Friedman

## Équipement
- Batterie : Dixon drums (2014), DW pedals
- Cymbales : Sabian
- Baguettes : Vic Firth
- Peaux : Remo